# Gustav Larsson
Pour les articles homonymes, voir Larsson.
Gustav-Erik Larsson est un coureur cycliste suédois né le 20 septembre 1980 à Gemla, dans la commune de Växjö. Il fait ses débuts professionnels en 2003 au sein de l'équipe Fassa Bortolo.

## Biographie

### 2001-2002: débuts en amateur
Gustav Larsson remporte de multiples championnats de Mountain bike en Suède avant de rejoindre la route et la Team Crescent où il côtoie de futurs professionnels comme Jonas Ljungblad et Fredrik Kessiakoff. Il y reste pendant deux années, de 2001 à 2002. Il s'y distingue dans sa spécialité : le contre-la-montre. Il termine second du championnat de Suède contre-la-montre, second également du Duo normand et remporte une étape du GP Tell devant Manuel Quinziato. En 2001, il participe aux championnats du monde à Lisbonne au Portugal. Il y prend la 15e place du contre-la-montre des moins de 23 ans et la 46e place de la course en ligne de cette catégorie.
Il remporte en 2002 le Tour de Slovaquie, achève le Ringerike Grand Prix et le GP Tell en troisième et en deuxième position grâce également à de bonnes aptitudes en montagne. Il est à nouveau présent aux championnats du monde de 2002, à Zolder en Belgique. Il s'y classe 28e du contre-la-montre des moins de 23 ans et 70e de la course en ligne.
Il signe l'année suivante dans l'équipe ProTour italienne Fassa Bortolo.

### 2003-2007: dans le ProTour
Après une saison 2003 muette, il prend part aux Jeux olympiques en 2004 et termine la course élite 72e, à 10 minutes du vainqueur, Paolo Bettini. Il retombe dans l'anonymat en 2005 et change d'air l'année suivante. Il signe en France, à la Française des jeux.
Il connaît pour la première fois un grand tour : le Tour d'Italie et obtient lors du contre-la-montre de la 11e étape la 8e position. Il combine ses points forts lors du contre-la-montre en côte de la Route du Sud, où il obtient la dernière marche du podium avant de remporter finalement le titre national du contre-la-montre. Moins d'une semaine plus tard, il est sélectionné pour le Tour de France. Larsson se fait une nouvelle fois remarquer lors d'une épreuve chronométrée où il finit cinquième du chrono de Rennes. Il ne reste qu'un an dans la structure de Marc Madiot et rejoint une équipe suédoise qui vient d'acquérir une licence ProTour : Unibet.
Ses différents résultats remarquables sont une troisième place de l'Eneco Tour ainsi qu'au Duo normand en compagnie de Víctor Hugo Peña et reconquiert son titre national du contre-la-montre. Bjarne Riis désire profiter de ses services et le recrute dans l'équipe CSC-Saxo Bank.

### 2008-2011: aux côtés de Bjarne Riis
Lors de l'année 2008, il confirme une énième fois supplémentaire ses excellentes aptitudes dans domaine du contre-la-montre ; il remporte la médaille d'Argent lors des Jeux olympiques d'été à Beijing et termine 5e des championnats du monde remportés respectivement part Fabian Cancellara et Bert Grabsch. Il gagne au Tour du Danemark et au Tour de Pologne, lors d'un contre-la-montre par équipes pour cette dernière course. Le seul échec de cette saison-là fut qu'il perde son titre national.

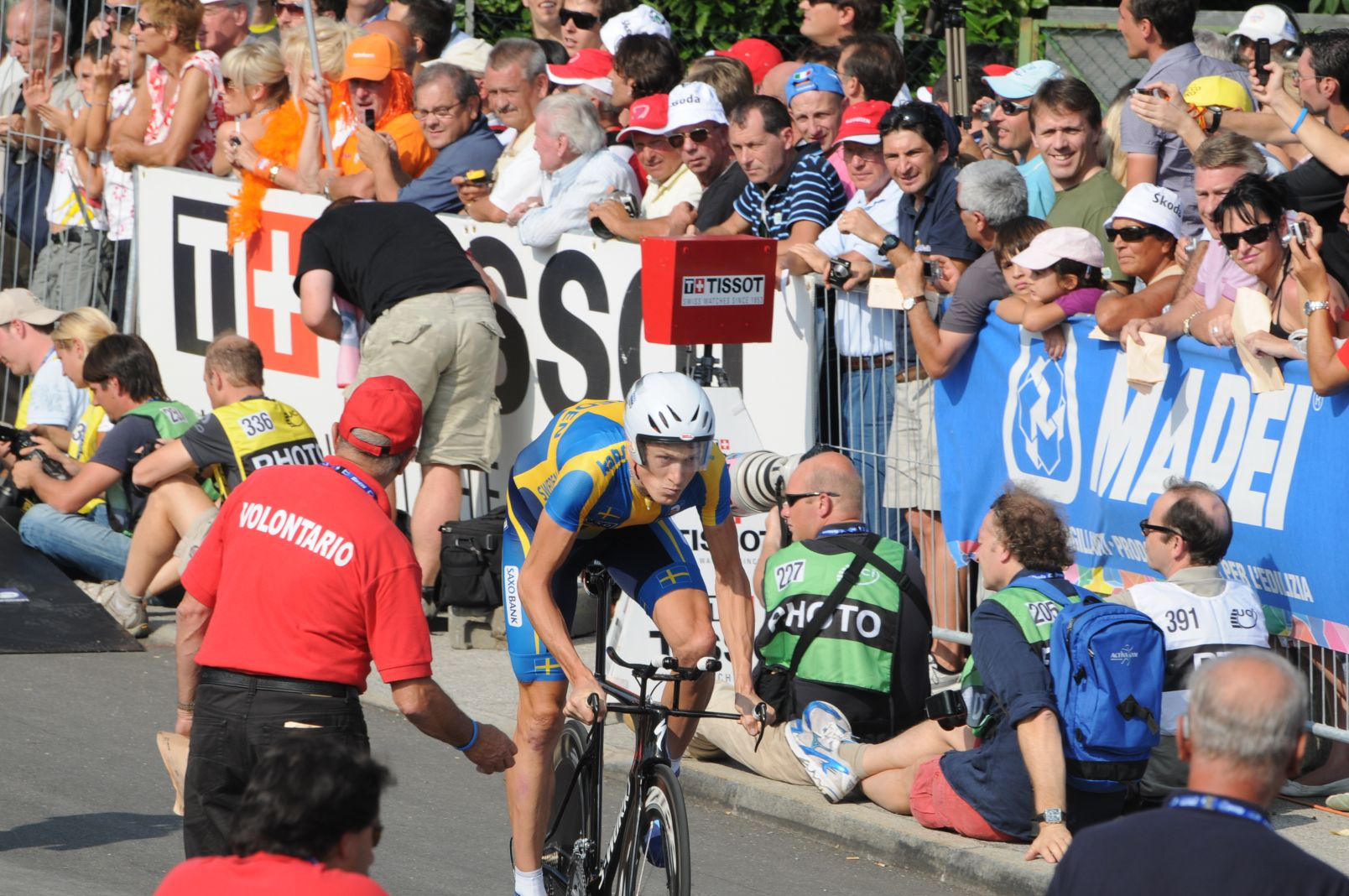
Gustav Larsson lors des mondiaux de Mendrisio, en 2009.

En 2009, il participe à la démonstration collective de son équipe lors de Liège-Bastogne-Liège, où son coéquipier Andy Schleck lève les bras. Il prend part pour la seconde fois de sa carrière à la Grande Boucle. Après avoir raté de peu le top 10 de l'étape de Monaco, il achève à la quatrième position le contre-la-montre d'Annecy qu'a remporté le vainqueur final, Alberto Contador. Larsson gagne le Tour du Poitou-Charentes après avoir notamment devancé de 25 secondes David Le Lay, lors du contre-la-montre de la troisième étape. Il bute une nouvelle fois contre un Fabian Cancellara (son coéquipier chez Team Saxo Bank) invincible lors de mondiaux de Mendrisio. Il prend tout de même la médaille d'Argent et devance des coureurs confirmés comme Marco Pinotti ou Tony Martin.

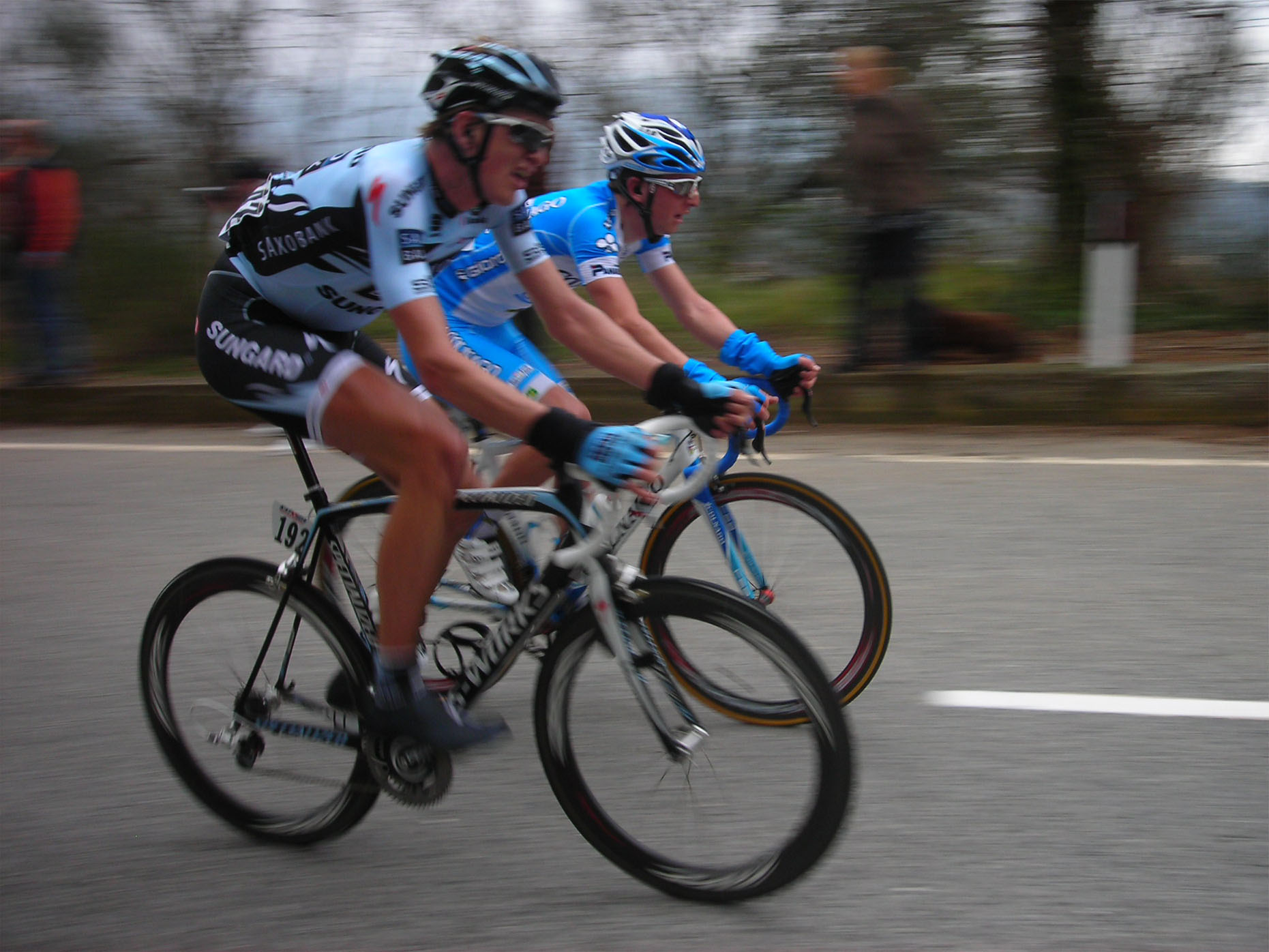
Gustav Larsson et Sacha Modolo lors de Milan-San Remo 2011.

Il obtient sa plus belle victoire de sa carrière lors du Tour d'Italie 2010, où il remporte la dernière étape à Verona. Il réalise une bonne saison : terminant 7e du Tour d'Andalousie, 11e du Tour de Suisse et 4e du Chrono des Herbiers. Larsson remporte cette fois le Tour du Limousin, la première étape du Tour de la communauté de Madrid et reprend son titre de champion de Suède du chrono avant d'achever la Vuelta en 20e position.
Les leaders de l'équipe à savoir Andy Schleck, Fränk Schleck, Fabian Cancellara, Jens Voigt, Stuart O'Grady ou encore Jakob Fuglsang quittent Team Saxo Bank pour la nouvelle structure Team Leopard-Trek. Larsson continue sa collaboration à Saxo Bank-SunGard avec Riis et voit arriver un nouveau leader : Alberto Contador. Il fait découvrir au monde cycliste de bonnes aptitudes sur les pavés et achève le Grand Prix E3 en onzième position et contribue à la victoire de son coéquipier Nick Nuyens sur le Tour des Flandres. Il remporte pour la 4e fois de sa carrière le championnat de Suède du chrono mais n'obtient pas l'une des deux dernières places disponibles pour le Tour de France.
À la fin de la saison 2011, il quitte Bjarne Riis et signe dans l'équipe néerlandaise Vacansoleil-DCM.

### 2012: Vacansoleil
Gustav Larsson remporte tout d'abord la 1re étape de Paris-Nice avant de remporter en juin son cinquième championnat de Suède du contre-la-montre. Sélectionné pour le Tour de France, il abandonne durant la 11e étape en raison de problèmes de dos et pour préparer le contre-la-montre des Jeux olympiques de Londres.

### 2013 -
Quelques jours avant les Championnats de Suède 2014, Larsson chute au cours d'un entraînement. Atteint de plusieurs fractures de vertèbres thoraciques, il est indisponible au moins trois mois.
Le 14 mars 2015, il échoue dans sa tentative de battre le record de l'heure détenu par l'Australien Rohan Dennis avec 52,491 kilomètres. Larsson ne réalise que 50,016 kilomètres à Manchester.

## Palmarès et classements mondiaux

### Palmarès
| - 2001 - 4ea étape du Tour de Brandebourg - 4eb étape du Grand Prix Guillaume Tell (contre-la-montre) - 2e du championnat de Suède du contre-la-montre - 3e du Tour de Brandebourg - 8e du championnat d'Europe du contre-la-montre espoirs - 2002 - Champion de Suède du contre-la-montre par équipes - 1re étape du Ringerike Grand Prix - Tour de Slovaquie : - Classement général - 5e étape (contre-la-montre) - 4ea étape du Tour de Brandebourg (contre-la-montre) - 5ea étape du Grand Prix Guillaume Tell (contre-la-montre) - 2e du championnat de Suède du contre-la-montre - 2e du Duo normand (avec Jonas Olsson) - 2e du Grand Prix Guillaume Tell - 3e de la Scandinavian Open Road Race - 3e du Ringerike Grand Prix - 4e du championnat d'Europe du contre-la-montre espoirs - 2004 - 4e du championnat du monde du contre-la-montre - 2006 - Champion de Suède du contre-la-montre - 2007 - Champion de Suède du contre-la-montre - 3e de l'Eneco Tour - 3e du championnat de Suède sur route - 3e du Duo normand (avec Víctor Hugo Peña) - 9e du Tour d'Allemagne - 2008 - 5e étape du Tour du Danemark (contre-la-montre) - 1re étape du Tour de Pologne (contre-la-montre par équipes) - 2e du contre-la-montre aux Jeux olympiques de Pékin - 2e du Critérium international - 2e du championnat de Suède du contre-la-montre - 5e du championnat du monde de contre-la-montre - 6e de Tirreno-Adriatico | - 2009 - Tour du Poitou-Charentes : - Classement général - 3e étape (contre-la-montre) - 2e du championnat du monde du contre-la-montre - 2e du Tour du Missouri - 2010 - Champion de Suède du contre-la-montre - 21e étape du Tour d'Italie (contre-la-montre) - 1re étape du Tour de la communauté de Madrid (contre-la-montre) - Tour du Limousin : - Classement général - 2e étape (contre-la-montre) - 2e du championnat de Suède sur route - 10e du championnat du monde du contre-la-montre - 2011 - Champion de Suède du contre-la-montre - 2e du Chrono des Nations-Les Herbiers-Vendée - 2012 - Champion de Suède du contre-la-montre - 1re étape de Paris-Nice (contre-la-montre) - 2013 - Champion de Suède du contre-la-montre - 2e du Chrono des Nations-Les Herbiers-Vendée - 9e du championnat du monde du contre-la-montre - 2015 - Champion de Suède du contre-la-montre - 2016 - 3e du championnat de Suède du contre-la-montre |  |

### Résultats sur les grands tours

#### Tour de France
3 participations
- 2006 : 104e
- 2009 : 50e
- 2012 : abandon (11e étape)

#### Tour d'Italie
4 participations
- 2006 : 66e
- 2008 : 14e
- 2010 : 59e, vainqueur de la 21e étape (contre-la-montre)
- 2012 : 35e

#### Tour d'Espagne
1 participation
- 2010 : 18e[n 2],[9]

### Classements mondiaux
| Année                  | 2007 | 2008 | 2009 | 2010 | 2011 | 2012 | 2013 | 2014 |
| ---------------------- | ---- | ---- | ---- | ---- | ---- | ---- | ---- | ---- |
| Classement ProTour     | 56e  | 113e |      |      |      |      |      |      |
| Calendrier mondial UCI |      |      | 208e | 122e |      |      |      |      |
| UCI World Tour         |      |      |      |      | 211e | 174e |      |      |
| UCI Europe Tour        |      |      |      |      |      |      | 105e | 260e |